# Europees kampioenschap hockey vrouwen 2007/Selecties
Hieronder volgen de selecties van de nationale vrouwen hockeyploegen die deelnamen aan het Europese kampioenschap hockey 2007. Dit toernooi werd van 18 tot 25 augustus 2007 gehouden in Manchester, Engeland.

## Groep A

### Nederland
Bondscoach: Marc Lammers
| Nr. | Speelster              | Pos. | Leeftijd |
| --- | ---------------------- | ---- | -------- |
| 1   | Lisanne de Roever      | GK   | 28       |
| 3   | Eefke Mulder           |      | 29       |
| 4   | Fatima Moreira de Melo |      | 29       |
| 5   | Jiske Snoeks           |      | 29       |
| 7   | Miek van Geenhuizen    |      | 25       |
| 8   | Nienke Kremers         |      | 22       |
| 9   | Wieke Dijkstra         |      | 23       |
| 13  | Minke Smabers          |      | 28       |
| 14  | Minke Booij            |      | 30       |

| Nr. | Speelster        | Pos. | Leeftijd |
| --- | ---------------- | ---- | -------- |
| 15  | Janneke Schopman |      | 30       |
| 16  | Carlijn Welten   |      | 19       |
| 17  | Maartje Paumen   |      | 21       |
| 18  | Naomi van As     |      | 24       |
| 19  | Ellen Hoog       |      | 21       |
| 21  | Sophie Polkamp   |      | 23       |
| 22  | Floortje Engels  | GK   | 25       |
| 23  | Kim Lammers      |      | 26       |
| 27  | Marilyn Agliotti |      | 28       |

### Engeland
Bondscoach: Danny Kerry
| Nr. | Speelster        | Pos. | Leeftijd |
| --- | ---------------- | ---- | -------- |
| 1   | Katy Roberts     | GK   | 29       |
| 2   | Beth Storry      | GK   | 29       |
| 5   | Crista Cullen    |      | 21       |
| 6   | Mel Clewlow      |      | 31       |
| 8   | Helen Richardson |      | 25       |
| 9   | Jo Ellis         |      | 26       |
| 10  | Lucilla Wright   |      | 27       |
| 11  | Kate Walsh       |      | 27       |
| 12  | Chloe Rogers     |      | 22       |

| Nr. | Speelster           | Pos. | Leeftijd |
| --- | ------------------- | ---- | -------- |
| 13  | Jennie Bimson       |      | 30       |
| 14  | Rachel Walker       |      | 28       |
| 15  | Alex Danson         |      | 22       |
| 17  | Rebecca Herbert     |      | 21       |
| 18  | Sally Walton        |      | 26       |
| 19  | Hannah Macleod      |      | 23       |
| 22  | Cathy Gilliat-Smith |      | 26       |
| 23  | Kerry Williams      |      | 21       |
| 28  | Anne Panter         |      | 23       |

### Ierland
Bondscoach: Gene Muller
| Nr. | Speelster        | Pos. | Leeftijd |
| --- | ---------------- | ---- | -------- |
| 1   | Mary Goode       | GK   | 28       |
| 2   | Louisa Healy     | GK   | 25       |
| 3   | Emer Harte       |      | 23       |
| 4   | Roisin Flinn     |      | 21       |
| 5   | Linda Caulfield  |      | 28       |
| 6   | Eimear Cregan    |      | 25       |
| 7   | Emma Clarke      |      | 21       |
| 8   | Emma Stewart     |      | 19       |
| 9   | Bridget McKeever |      | 24       |

| Nr. | Speelster        | Pos. | Leeftijd |
| --- | ---------------- | ---- | -------- |
| 10  | Shirley McCay    |      | 19       |
| 11  | Jenny McDonough  |      | 26       |
| 12  | Cathy McKean     |      | 28       |
| 13  | Alex Speers      |      | 20       |
| 14  | Julia O'Halloran |      | 19       |
| 15  | Ciara O'Brien    |      | 28       |
| 16  | Jill Orbinson    |      | 28       |
| 18  | Nikki Symmons    |      | 25       |
| 26  | Clare Parkhill   |      | 26       |

### Italië
Bondscoach: Franco Nicola
| Nr. | Speelster             | Pos. | Leeftijd |
| --- | --------------------- | ---- | -------- |
| 1   | Roberta Lilliu        | GK   | 28       |
| 2   | Stella Girotti        |      | 28       |
| 3   | Romina Dinucci        |      | 29       |
| 4   | Simona Berrino        |      | 21       |
| 5   | Carolina Scandroli    |      | 26       |
| 7   | Augustina Di Bernardo |      | 24       |
| 8   | Maria Victoria Corso  |      | 30       |
| 9   | Francesca Faustini    |      | 31       |
| 10  | Daniela Possali       |      | 21       |

| Nr. | Speelster          | Pos. | Leeftijd |
| --- | ------------------ | ---- | -------- |
| 11  | Jasbeer Singh      |      | 20       |
| 12  | Anna Russo         | GK   | 21       |
| 14  | Alejandra Blanco   |      | 28       |
| 16  | Julieta Obrist     |      | 23       |
| 17  | Chiara Tiddi       |      | 18       |
| 19  | Claudia Toretta    |      | 29       |
| 21  | Valentina Quaranta |      | 22       |
| 22  | Marta De Guio      |      | 19       |

## Groep B

### Duitsland
Bondscoach: Michael Behrmann
| Nr. | Speelster         | Pos. | Leeftijd |
| --- | ----------------- | ---- | -------- |
| 1   | Yvonne Frank      | GK   | 27       |
| 2   | Tina Bachmann     |      | 29       |
| 4   | Mandy Haase       |      | 25       |
| 6   | Svenja Schuermann |      | 23       |
| 7   | Natascha Keller   |      | 30       |
| 11  | Eileen Hoffmann   |      | 23       |
| 13  | Marion Rodewald   |      | 30       |
| 14  | Katharina Scholz  |      | 24       |
| 16  | Fanny Rinne       |      | 27       |

| Nr. | Speelster           | Pos. | Leeftijd |
| --- | ------------------- | ---- | -------- |
| 18  | Anke Kuhn           |      | 26       |
| 19  | Britta Von Livonius |      | 31       |
| 22  | Janine Beermann     |      | 23       |
| 24  | Maike Stöckel       |      | 23       |
| 26  | Christina Schuetze  |      | 23       |
| 27  | Pia Eidmann         |      | 22       |
| 28  | Julia Müller        |      | 21       |
| 30  | Jennifer Plass      |      | 22       |
| 32  | Kristina Reynolds   | GK   | 23       |

### Spanje
Bondscoach: Pablo Usoz
| Nr. | Speelster        | Pos. | Leeftijd |
| --- | ---------------- | ---- | -------- |
| 1   | María Jesús Rosa | GK   | 27       |
| 2   | Julia Menedez    |      | 22       |
| 3   | Rocío Ybarra     |      | 22       |
| 5   | Paula Dabanch    |      | 20       |
| 8   | Marta Prat       |      | 26       |
| 9   | Silvia Muñoz     |      | 27       |
| 10  | Silvia Bonastre  |      | 25       |
| 11  | Maria Romagosa   |      | 21       |
| 12  | Marta Ejarque    |      | 21       |

| Nr. | Speelster              | Pos. | Leeftijd |
| --- | ---------------------- | ---- | -------- |
| 14  | Pilar Sanchez          |      | 25       |
| 16  | Marta Martin           |      | 18       |
| 17  | Núria Camón            |      | 29       |
| 19  | Maria Lopez De Eguilaz | GK   | 23       |
| 20  | Montse Cruz            |      | 27       |
| 21  | Ester Termens          |      | 22       |
| 22  | Gloria Comera          |      | 20       |
| 23  | Georgina Oliva         |      | 17       |
| 26  | Yurena Panadero        |      | 24       |

### Oekraïne
Bondscoach: Svitlana Makaieva
| Nr. | Speelster          | Pos. | Leeftijd |
| --- | ------------------ | ---- | -------- |
| 1   | Olha Fisyun        | GK   | 25       |
| 2   | Yevheniya Moroz    |      | 19       |
| 3   | Olga Gulenko       |      | 22       |
| 5   | Olena Ivakhneko    |      | 22       |
| 6   | Olha Hryzodub      |      | 23       |
| 7   | Zhanna Savenko     |      | 28       |
| 9   | Maryna Khilko      |      | 22       |
| 10  | Nataliya Vasyukova |      | 27       |
| 11  | Maryna Vynohradova |      | 24       |

| Nr. | Speelster         | Pos. | Leeftijd |
| --- | ----------------- | ---- | -------- |
| 12  | Yana Vorushylo    |      | 23       |
| 13  | Halyna Hlynenko   |      | 19       |
| 14  | Tetyana Salenko   |      | 29       |
| 15  | Bohdana Sadova    |      | 17       |
| 16  | Alvina Budonna    | GK   | 19       |
| 17  | Syusana Shabunina |      | 18       |
| 18  | Diana Tahiyeva    |      | 27       |
| 19  | Iryna Krukovska   |      | 25       |
| 22  | Iryna Vyhanyaylo  |      | 21       |

### Azerbeidzjan
Bondscoach: Tahir Zaman
| Nr. | Speelster           | Pos. | Leeftijd |
| --- | ------------------- | ---- | -------- |
| 1   | Seda Kheyirova      | GK   |          |
| 3   | Nazira Hidayatova   |      |          |
| 4   | Emine Muzaffarova   |      |          |
| 5   | Zarifahon Zeynalova |      |          |
| 6   | Feruza Makayeva     |      |          |
| 8   | Dilfuza Mirzaliyeva |      |          |
| 10  | Zeynab Nuriyeva     |      |          |
| 11  | Gulnara Mikayilova  |      |          |
| 12  | Tak Gurbanova       |      |          |

| Nr. | Speelster            | Pos. | Leeftijd |
| --- | -------------------- | ---- | -------- |
| 15  | Liana Nuriyeva       |      |          |
| 16  | Marina Aliyeva       |      |          |
| 20  | Viktoriya Shahbazova | GK   |          |
| 21  | Natalya Sidorova     |      |          |
| 24  | Zhun Mammadova       |      |          |
| 25  | Inoyathon Jafarova   |      |          |
| 26  | Kim Aliyeva          |      |          |
| 27  | Zhang Suleymanova    |      |          |
| 29  | Kwon Musayeva        |      |          |

NB: Speelsters met een  achter de naam zijn aanvoersters van de ploeg.